# Bolesław Wojewódzki
Bolesław Wojewódzki (ur. w 1909, zm. w 1986) – polski nauczyciel, działacz społeczno-kulturalny, poeta, prozaik, publicysta, jednocześnie autor poezji i prozy pisanej gwarą opoczyńską, gawędziarz, muzyk, Rzeźbiarz, etnograf i kolekcjoner-folklorysta z zamiłowania.
Był laurelatem wielu konkursów literackich. Do końca życia był związany z regionem opoczyńskim. Autor publikowanych w prasie regionalnej i ogólnopolskiej poematów i wierszy, z których sam najbardziej cenił poemat Kantata świętokrzyska i zbiór wierszy Czarne i czerwone. 
W jego dorobku prozatorskim znajdują się także m.in. Czas przeszły nie zmarnowany (1945–1970), Wspomnienia działaczy kultury (Kraków, 1973) czy też nagrodzona w konkursie literackim Ziemia Stefana Żeromskiego (1975) i dotychczas niewydana drukiem powieść Ludzie jak ludzie. Napisał on także poematy i wiersze o tematyce opoczańskiej m.in. Ballada o kumotrze sprawiedliwym i zbiór wierszy Pisanecki opocyńskie. Ukoronowaniem jego wysiłku w zbieraniu legend, baśni, opowiadań i anegdot ludu opoczyńskiego był tom Strachy na smugu (Warszawa, 1974). Jego ogromną wartość docenił nawet japoński wydawca, dokonując właśnie zeń wyboru najoryginalniejszych i najciekawszych baśni polskich do antologii Baśnie ludowe krajów słowiańskich (1987). Napisał on także zbiór legend o województwie świętokrzyskim w książce Opowieści i Legendy świętokrzyskie (1984).

## Nagrody
- Nagroda Trybuny Ludu  (1980)[1]